# 後輩
後輩（こうはい、英語: Junior）とは、学校・会社などの社会集団において、入学もしくは就職年度の集団への参加が遅い者を指す。先輩・後輩における支配隷属関係を重んじる集団においては劣位者として差別されるべき存在と位置づけられ、権威主義的支配を受け、暴力・人格否定を伴ういじめを受ける面が見られる。
積み上げが重視される中学校以上の運動部では先輩との支配隷属関係が厳しく、身分の上下ともいうべき差別がある。先輩に対して服従表現を強制され、対して自身は先輩から権威主義的表現をされる。先輩の使い走りをやらされ、先輩から暴力や人格否定を受ける場合もある。このような環境では、1年が経過し、自分に後輩が出来たら後輩に同じような接し方をする悪循環が生じる。
規律を重んじる軍隊における初年兵（新兵）に接する態度はひどい場合が多く、虐待に近いいじめの構造が存在した。
日本や韓国朝鮮などでは、他の先進国にもまして、儒教的な規範主義イデオロギー上、社会全体に、先輩後輩の学年間差別と、それによる支配隷属関係が貫徹されている。

## 「後輩」への差別の例
- 日本の儒教的規範主義イデオロギーの強い中学に上がった途端、あるいはそれ以前やそれ以降、それまで仲良くしていた年齢が古い友達から、「後輩」として、服従表現（いわゆる敬語）を要求され、支配者表現（いわゆるタメ語）を受けるなど、学年間差別を受けることがある[5]。
- PL学園等で事例があったように、「先輩」から暴力を振るわれる[6][7]。
- 「先輩」の奴隷、子分として働かされ、荷物持ちや下働きをさせられる。
- 「先輩」の前で、反対意見を言いづらくなる。
- 卒業後も、かつて「後輩」であったということで、かつての「先輩」から差別を受け、子分扱いを受けることがある。

## 「後輩」差別の回避法
- 組織に入った順番が新しい人たちを、自分が色々とお世話になり、助け合う「新しい友達」としてとらえ、蔑み下に見る「後輩」としてみない。「先輩」面しない。
- 積極的に、新しい友達の自分より良い点を探して、見習う[8]。
- 新しい友達と共同作業をして、相手を「パシリ」などと見ないよう心掛ける。
- 年が古いことを「上」「支配者」としてとらえる年齢差別（エイジズム）[9]を脱却する[10]。
- お互い待遇表現を均衡に保ち、敬語対敬語か、タメ語対タメ語にする。お互い敬語でも片方がさん付けで片方が君付け、あるいはお互いタメ語でも片方が君付けで片方が呼び捨てのような不均衡を作らないようにする[11]。
- 常に、自分が「先輩」面して、相手を「後輩」として蔑んで下に見ていない[12]か、しっかり相手に敬意を払っているか注意する。

## 「後輩」差別でなく正当な区別であるとの立場
- J-castニュースは、清原和博が、母校のPL学園で発生した暴行事件について、『上級生の仕打ちが怖くて練習時は緊張感であふれた「効果」か、試合の緊張など大したことがないと思うことができ、「『逆転のPL』と恐れられるほど窮地に強かった」』などと、清原が先輩が後輩を支配し、暴力等で威圧することで自身含めPL学園は強くなれたと、正当な区別であると主張したと報じた[13]。
- 年功序列や、長幼の序という言葉で、正当な区別であると主張し、これを美風とする考えが日本や韓国朝鮮の儒教的規範主義イデオロギーには根強い。

## 注記
1. ↑  三輪(2000:93-94)では、この当時の日本標準語の待遇表現についての認識を示したものとして、非相互的な敬語使用は、上司部下だけでなく、上級生下級生、先輩後輩の間にもあり、特に部活の先輩後輩には顕著なようであるという内容を提示している。そのあとで、三輪は、「そして上に対して丁重な敬語を使うものは往々にして下にたいしてぞんざい尊大な話しぶりになり、しかも下からは丁重な敬語を要求して、その些細な誤りでも咎めだてするところがある。日本語敬語は上位者にとっては心地よい言語であろうが、下位者にとっては不愉快なことの多い言語である。上司部下と先輩後輩との言葉遣いの非相互性は、後輩が上司になったり、逆に先輩が部下になったりした時、双方にしばしば深刻な感情問題を引き起こすこともよく知られる。」と、日本標準語規範主義待遇表現を、「日本語敬語」と位置付けて、その支配従属関係の明示性が、社会上屈服させられ劣位におかれたものの自尊心を傷つけることを指摘している。
2. ↑  蒲谷他(1998:8)では、後輩（後に入ったもの）を『-1』、先輩（先に入ったもの）を『+1』に位置づける場合があるとして、より明確に組織に入った順番で固定的な支配権ポイントを自動的に割り振る日本標準イデオロギーを述べている。
3. ↑  『日本の中学校以上の社会にある「先輩後輩カルチャー」』留年させるなら先輩後輩カルチャーも止めるべきでは？冷泉彰彦執筆NewsweekJapan2012年02月24日付け
4. ↑  『韓国の大学生だから、やっぱり先輩／後輩の秩序に同化してしまっていた』年齢差別からの解放？「hituziのブログ 無料体験コース」2005年9月27日付
5. ↑  『人間を年齢や学年で区別し「上下関係を規定する」コミュニケーションを止めるる（規範主義的日本語では、『止める』だが、ママ）ということです。先輩には「ですます調」で話し、後輩には「だ、である調」を基調とした権威的な話法で通す、下から上への「異議」は認めない、「先輩」の自尊心は守られ「後輩」は自尊心上の譲歩を強いられるという「無意味なヒエラルキー」』留年させるなら先輩後輩カルチャーも止めるべきでは？冷泉彰彦執筆NewsweekJapan2012年02月24日付け
6. ↑  『2人のうち1人に対して、目の前にいる上級生をからかうように指令。渋々従った1年生に対して、怒った２年生が殴る、蹴るの暴行を加えた。さらに、上級生はこの1年生に、別の2年生のところにも行って、同じようにからかうように指令。指示に従うしかなかった1年生は、最後は鼻の上に飛び乗られるなど、1度目を上回る激しい暴行を受けた。』「明らかないじめ」ＰＬ学園部内暴力詳細 nikkansportsウェブ版2013年4月9日付のアーカイブ
7. ↑  『同校寮内で、当時2年生部員4人が1年生部員の腹の上に膝蹴りを加えるなどの暴行。1年生部員はけいれんを起こすなどして、救急搬送された。』ＰＬ学園・河野監督が辞任　暴力事件で対外試合禁止中 スポーツ報知ウェブ版2013年4月28日付のアーカイブ
8. ↑  『飛び級で大学の物理の授業を受けに来た高校生を、大学生はパーソナルな人間関係でも仲間として迎え入れねばならないし、その高校生に明らかに卓越した才能があれば、大学生は素直に賞賛すべきなのです。逆に文字式の意味が分からなくて中２なのに１年生の数学を受け直している子は、中１の出来る子に丁寧に教えを請えばいいのです。』留年させるなら先輩後輩カルチャーも止めるべきでは？冷泉彰彦執筆NewsweekJapan2012年02月24日付け
9. ↑  「年上」「年下」という言葉にそれが表れている。
10. ↑  『人間を年齢や学年で区別し「上下関係を規定する」コミュニケーションを止めるる（規範主義的日本語では、『止める』だが、ママ）ということです。先輩には「ですます調」で話し、後輩には「だ、である調」を基調とした権威的な話法で通す、下から上への「異議」は認めない、「先輩」の自尊心は守られ「後輩」は自尊心上の譲歩を強いられるという「無意味なヒエラルキー」を根絶するのです。』『小学校を卒業して中１になった子供たちが「先輩後輩カルチャー」に初めて遭遇して戸惑う現象のことを（科目別に先生が違うことへの不適応も含めて）「中１プロブレム」というのだそうです。ですが、プロブレムがあるのは「先輩後輩カルチャー」を続けてきた中学校のほうで、それに戸惑う新中１生の感性の方が自然ではないかと思うのです。』留年させるなら先輩後輩カルチャーも止めるべきでは？冷泉彰彦執筆NewsweekJapan2012年02月24日付け
11. ↑  『わたしが したことは、「さん」づけと敬語の徹底ぐらいなものだ。 』年齢差別からの解放？「hituziのブログ 無料体験コース」2005年9月27日付
12. ↑  日本標準語では、下に見られるべき立場のことを「目下」と呼ぶ。
13. ↑  PL学園野球部「暴力は伝統」だった　番長・清原「1年生のときからアザだらけ」J-castニュース2013年3月4日付のウェブアーカイブ